# Imperia Tower
La Imperia Tower o Torre Imperia (en ruso: Империя Башня) es un complejo multifuncional planeado en el sitio 4 del CINM. Consistirá de dos edificios, el edificio A de usos mixtos y en el edificio B un complejo aqua-parque de entretenimiento.
El edificio A, con un total de 60 pisos, Incorporará 70,110 metros cuadrados (750,000 sq ft) de oficinas de lujo, 45,000 m² (480,000 sq ft) de apartamentos, un hotel de 280 habitaciones (30,000 m²/320,000 sq ft), y diferentes puntos de venta.
El edificio B incorporará el Aquapark y será unos de los mayores puntos de entretenimiento para el complejo del CINM. También hospedará un centro comercial, junto con restaurantes y cafés, que estarán abiertos todo el año.